# Sølvblad
Slægten Sølvblad (Elaeagnus) er udbredt i Østasien og Nordamerika. Det er buske med sølvhvide, skinnende bladundersider og bronzefarvede grene. Blomsterne er gule eller hvide. Bærrene er røde eller sølvgrå. Her omtales kun de arter, som dyrkes i Danmark.
| Arter |

- Bredbladet sølvblad (Elaeagnus commutata)
- Mangeblomstret sølvblad (Elaeagnus multiflora)
- Smalbladet sølvblad (Elaeagnus angustifolia)
- Skærmsølvblad (Elaeagnus umbellata)